# Unoma Azuah
Unoma Azuah (Ogwashi-Ukwu, Estado del Delta, 23 de junio de 1969) es una escritora, autora y activista nigeriana.  Su temática está centrada en los nigerianos LGBT.

## Trayectoria
Azuah nació en Ogwashi-Ukwu en el estado de Delta de Nigeria. Su padre era tiv del Estado de Benue y su madre igbo de Asaba en el estado de Delta. Nació durante la guerra civil de Nigeria, siendo sus padres de ambos lados del conflicto. Se crio principalmente como igbo y se separó de su familia paterna ya que un soldado tiv nigeriano no debía cruzar la línea enemiga para involucrarse con una mujer de Biafra.
Asistió a la Universidad de Nigeria, donde editó la revista literaria del departamento de inglés llamada The Muse y recibió los premios al mejor estudiante de escritura creativa en dos años consecutivos: 1992 y 1993. Obtuvo una Licenciatura en Arte en Inglés de la Universidad de Nigeria en1994, una Maestría en Inglés de la Universidad Estatal de Cleveland en Ohio en 2001 y una Maestría en Bellas Artes de Universidad de la Mancomunidad de Virginia en 2003.

## Activismo
Azuah es la primera persona en Nigeria en dar visibilidad a los temas LGBTQI en los estudios literarios nigerianos. Dejó Nigeria en 1999, tras recibir numerosas amenazas de muerte por su trabajo. Comparte su tiempo entre Estados Unidos y Nigeria para continuar ayudando y trabajando con la comunidad LGBTQI nigeriana. 
Azuah afirmó que siempre explora el tema de la sexualidad en sus escritos, especialmente en sus poemas y piezas de no ficción. Así Edible Bones está inspirado en una historia real. La vida del personaje principal refleja de manera vaga la de un inmigrante nigeriano que conoció. Este inmigrante, homófobo,  cuando va a la cárcel y se convierte en el blanco de los matones, es protegido por un hombre homosexual que acaba siendo su salvador.
Sobre la ley anti-gay en Nigeria, Azuah ha expresado que siente que se está utilizando este asunto como una herramienta para distraer a la población de preocupaciones  como la falta de oportunidades económicas e infraestructuras. Además, ha señalado que la fuerte ola de fundamentalismo cristiano que se extiende por Nigeria alimenta esta distracción. Opina que este tema no debería ser objeto de debate nacional, ya que lo que los adultos hacen con su consentimiento en la privacidad de su dormitorio no debe preocupar a nadie.
Su exploración de los temas homosexuales en su obra y la "defensa del sexo queer" para una persona radicada en Nigeria ha sido descrita como "un acto muy valiente". Aunque se hizo ciudadana de los Estados Unidos está "profundamente involucrada en su tierra natal al compartir historias de la persecución de la comunidad de lesbianas, gays, bisexuales y transgénero".

## Obras
- Night Songs. 2002. Libro de poemas
- Sky-high Flames. 2005. Novela.
- The Length of Light.  2008. Una colección de cuentos cortos.
- Edible Bones. Nueva York. Novela.
- On Broken Wings: An Anthology of Best Contemporary Nigerian Poetry. 2014. Antología de poesía nigeriana contemporánea
- Blessed Body: The Secret Lives of the Nigerian Lesbian, Gay, Bisexual and Transgender: non-fiction. 2016. [7][8]

## Reconocimientos
- Urban Spectrum National Best Novel of the year 2006 (Mejor novela nacional del año 2006 de Urban Spectrum) por Sky-high flames.[9]
- Mejor escritor de ficción del año 2006 por Sky-high Flames, Asociación de Autores de Nigeria/Premio Flora Nwapa de ficción, 2006
- Premio Griot Hero por el compromiso cívico con estudiantes adultos y de secundaria, Oeste de Tennessee, 2008
- Aidoo-Snyder Book Award, Grupo de Mujeres de la Asociación de Estudios Africanos, por Edible Bones, 2011 [10]
- Ganadora del premio Hellman-Hammett por Sky-high Flames.[8]